# هازبورن کراولی
هازبورن کراولی (به انگلیسی: Husborne Crawley) یک روستا و محله مدنی در بریتانیا است که در Central Bedfordshire واقع شده‌است. هازبورن کراولی ۲۳۷ نفر جمعیت دارد.